# Malagali, Parasgad
Malagali là một làng thuộc tehsil Parasgad, huyện Belgaum, bang Karnataka, Ấn Độ.